# Armonía de clases
La armonía de clases o colaboración de clases es un principio de organización social basada en la creencia de que la división de la sociedad en una jerarquía de clases sociales es un aspecto positivo y esencial de la civilización.

## Perspectiva fascista
La armonía de clases es uno de los pilares de la arquitectura social del fascismo. En palabras de Benito Mussolini, el fascismo «afirma la irremediable, fructífera y beneficiosa desigualdad de los hombres». A partir de tal premisa, los fascistas concluyen que la preservación de la jerarquía social es de los intereses principales de todas las clases, pero no en un sentido de clasismo capitalista, sino que todos actuarían en conjunto y por tanto todas las clases tendrían que colaborar mutuamente en su defensa y bienestar. Ambas clases, desde las más bajas hasta las más altas, tendrían que aceptar sus roles y actuar de acuerdo a su posición.
En el pensamiento fascista, el principio de armonía de clases está combinado con un fuerte nacionalismo. La estabilidad y la prosperidad de la nación está vista como el propósito definitivo de la armonía y colaboración entre clases.

## Perspectiva comunista
Los comunistas se oponen a la armonía de clases, ya que su fundamento ideológico defiende la lucha de clases y aspira a una sociedad sin clases.
Mientras que la doctrina de lucha de clases insta a las más bajas a derrocar a la dominante, y el orden social -de existir- para el propósito de establecer igualdad, la doctrina de armonía de clases les insta a aceptar la desigualdad aludiendo que éste parte de un estado natural y debe preservarse el orden social. Los comunistas sostienen la idea de que solo el Estado «reconcilia» los antagonismos de clase en la sociedad, y que la lucha que da lugar al comunismo puede armonizarse.
Algunos marxistas usan el término «colaboración de clase» como un término peyorativo que describe a las organizaciones de la clase trabajadora que no persiguen la lucha de clases en su agenda. En este sentido, el término se hace eco de las connotaciones del colaboracionismo.
Aun así, los comunistas no rehúsan todas las alianzas entre clases. Algunos argumentan que, en un país con una población campesina grande, la transición al comunismo puede ser cumplida por una alianza entre campesinado y proletariado, unidos contra la clase burguesa. El concepto de Nueva Democracia de Mao Zedong llama al «campesinado, el proletariado, la pequeña burguesía y elementos nacionalistas y patrióticos de la burguesía a colaborar en conjunto para construir una sociedad socialista».